# Големият терор
Големият терор (на френски: La Grande Terreur), Червеният терор (на френски: Terreur rouge) или Терорът на монтанярите (на френски: Terreur montagnarde), е период от якобинската диктатура по време на Френската революция, известен с масово преследване на политически противници и голям брой екзекуции.
Различните историци поставят различна дата за начало на периода на терор – 5 септември 1793, юни 1793 или март 1793 (основаването на Революционния трибунал), но всички са съгласни за крайната му дата – юли 1794 г. С разрастването на въстанието във Вандея и обкръжаването на Франция от вражески армии правителството официално обявява „терор“ с декрет от 5 септември и предвижда сурови наказания на враговете на революцията (благородници, свещеници и спекуланти). Следва вълна от екзекуции в Париж. В провинциите са изпратени специални пълномощници (комисари) и заедно с местните революционни комитети за наблюдение (Comités de surveillance révolutionnaire) преследват и арестуват заподозрените. В икономическо отношение мерките на терора намират израз в установяването на максимум на цените, както изискват низшите класи в Париж, а в религиозно отношение получават израз в програма за де-християнизация, предложена от ебертистите.
Между юни 1793 и края на юли 1794 г. във Франция са произнесени официално 16 594 смъртни присъди, от които 2639 в Париж. Общият брой на жертвите е много по-голям, ако се отчетат загиналите в затворите и в гражданската война.
Според Албер Собул Големият терор започва след Закона от 22 прериал на година II (10 юни 1794), с който се прекратява правото на арестуваните на публичен процес и на адвокатска защита и оставя на съда само две възможности – оправдателна присъда или смърт.

## Хронология
Септемврийските кланета от 1792 г. водят до създаването на репресивни институции. През март 1793 г., непосредствено след избухването на Вандейското въстание, в Париж започва работа Революционен трибунал, оглавен от Фукие-Тенвил. Седмица по-късно Конвентът решава с декрет да се налага смъртно наказание на всички, проповядващи радикални икономически реформи, насочен срещу „бесните“. На следващия ден същото наказание е определено и за участниците във Вандейското въстание. Във всички комуни и секции са основани Комитети за революционно наблюдение (на френски: Comités de surveillance révolutionnaire).
На 6 април Конвентът назначава Комитет за обществено спасение, който на практика играя роля на правителство на Франция. В края на април пред Революционния трибунал е изправен Жан-Пол Марат, но е оправдан по всички обвинения. През май по искане на парижката секция „Сен-Антоан“ Конвентът установява първия максимум на цената на житото. След въстание в Париж в края на май и началото на юни хиляди въоръжени граждани обкръжават Конвента и настояват за разпускането му. Депутатите се съпротивляват, но са заставени да приемат декрет за изваждането на 29 жирондинци от състава си и арестуването им, както и на двама министри. Политическата власт преминава у монтанярите, както и на подкрепящите ги секции на Парижката комуна. Монтанярите получават контрол в Комитета за обществено спасение.
През юли Марат остро заклеймява „бесните“. На 13 юли Шарлот Корде убива Жан-Пол Марат, изправена е пред Революционния трибунал и след четири дни е осъдена на смърт. При обновяването на Комитета за обществено спасение Дантон е изключен от състава му, а през юли е включен Робеспиер. Същия месец е приет Закон за подозрителните (на френски: loi des suspects), който е насочен срещу „привържениците на тиранството, федерализма и враговете на свободата“ (в това число спекулантите) и обявява всички врагове на революцията за подозрителни. Конвентът предоставя на Комитета за обществено спасение право да арестува подозрителните лица, въвежда смъртно наказание за спекулантите на хранителни продукти, имуществото на враговете на републиката се конфискува.
На 23 август Конвентът гласува масова мобилизация за всички годни мъже между 18 и 25 години (на френски: Levée en masse) (народно опълчение). В началото на септември в Париж избухват санкюлотски вълнения. Конвентът одобрява искането за общ максимум на цените и „поставя терора на дневен ред“.
По време на терора Комитетът за обществено спасение упражнява на практика диктаторски контрол върху държавата. През пролетта на 1794 г. той елиминира политическите си противници отляво – ебертистите – и отдясно – умерените последователи на Дантон. През юни 1794 г. Комитетът приема Закона от 22 прериал на година II, с който прекратява правото на арестуваните на публичен процес и на адвокатска защита и оставя на съда само две възможности – оправдателна присъда или смърт. Следва периодът на „Големия терор“, по време на който са екзекутирани 1 400 души и който допринася до падането на Робеспиер на 27 юли (9 термидор).
Сред жертвите на Революционния трибунал са:
- Шарлот Корде
- кралица Мария Антоанета
- Жан-Антоан дьо Кондорсе
- жирондисти (Жак-Пиер Брисо, Пиер Вернийо, Арман Жансоне и други)
- Орлеанският херцог
- Жан Силвен Байи
- Антоан Барнав
- ебертисти (Жак-Рене Ебер, Анахарсис Клотс, Себастиан Лакроа и др.)
- дантонисти (Жорж Дантон, Камий Демулен, Фабр д’Еглантин, Мари-Жан Еро де Сешел и др.)
- „мъчениците от Компиен“ – шестнадесет монахини-кармелитки
- Андре Шение